# 森田正馬

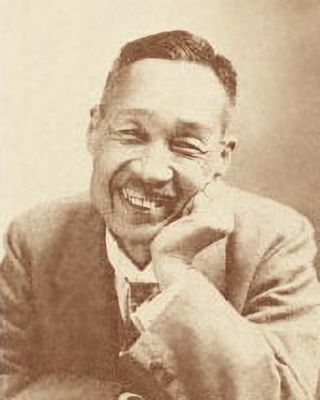
森田正馬（1874 - 1938）

森田 正馬（もりた まさたけ、通称：しょうま、1874年〈明治7年〉1月18日 - 1938年〈昭和13年〉4月12日）は、日本の医学者、精神科神経科医。（森田）神経質に対する精神療法である「森田療法」を創始した。

## 来歴
高知県野市町（現・香南市）生まれ。号は形外。
高知県立第一中学、第五高等学校、東京帝国大学医科大学を卒業。東京帝国大学では呉秀三門下。巣鴨病院に勤務。根岸病院顧問（1906-29)。東京慈恵会医科大学教授を務める。
1919年（大正8年）、妻の久亥の助けを借りながら、自宅を利用して神経症の入院療法を開始する。

## 人物
- 子ども時代は、催眠術や奇術に興味を持つ好奇心旺盛な性格であった。また、自身の病弱さと経済的理由で高等学校進学を父親から反対されると、無断で大阪にいる医師と養子縁組を行って学費援助を受けるなど、大胆な行動を取る一面もあった。これに対して父親は、森田の従妹と結婚して家を継ぐことを条件に学費を出すことを提示し、森田がこれを了承したため、養子縁組は後に解消された[3]。
- 学業時代に、死の恐怖や体調不良に長らく苦しんだことが、神経症の治療に取り組むきっかけとされる。また、帝大在学中に神経衰弱と脚気を診断されて服薬治療を行ったが、父親からの送金が滞り、「もう死んでも構わない」とヤケで服薬を中止したところ症状が改善したことが、森田療法の確立の布石となった[4]。
- 自らも幼少時代、悪夢に魘されるなど神経質に悩んだ経験を持つ[5]。精神分析学には批判的であり、東北帝国大学教授丸井清泰と論争を行った。心理学、法学、経済学についても精通していたといわれる。

## 著作

### 単著
- 『神経質及神経衰弱症の療法』日本精神医学会〈精神医学叢書 第1編〉、1921年6月。 NCID BA71128890。全国書誌番号:43006074。
- 『精神療法講義』日本変態心理学会〈変態心理学講義録 第3篇〉、1921年。 NCID BA71164588。全国書誌番号:43055359。
  - 『精神療法講義』白揚社、1983年4月。ISBN 9784826970754。 NCID BN07486438。全国書誌番号:83030838。
- 『恋愛の心理』日本精神医学会、1924年8月。 NCID BN14246503。全国書誌番号:43046562。
  - 『恋愛の心理』白揚社、1958年11月。 NCID BN07978410。全国書誌番号:56005029。
  - 『恋愛の心理 神経質を人生に活かす』白揚社〈森田療法シリーズ〉、1998年9月。ISBN 9784826971171。 NCID BA38771051。全国書誌番号:99032035。
- 『神経衰弱及強迫観念の根治法』実業之日本社、1926年11月。 NCID BN0361791X。全国書誌番号:43006203。
- 『神経質ノ本態及療法』吐鳳堂書店、1928年4月。 NCID BN03617818。全国書誌番号:47001836。
- 『迷信と妄想』実業之日本社、1928年8月。 NCID BN03618912。全国書誌番号:47021878 全国書誌番号:89090271。
  - 『迷信と妄想』白揚社、1983年4月。ISBN 9784826970761。 NCID BN05786463。全国書誌番号:83030837。
- 『神経衰弱の話』日本衛生会、1932年12月。 NCID BB04353262。
- 『生の慾望』人文書院、1934年12月。 NCID BN03618446。全国書誌番号:46033820。
- 『神経質療法への道』 第1篇、人文書院、1935年11月-1937年6月。 NCID BN03616735。全国書誌番号:47001848。
  - 『神経質療法への道』 第2-3篇、神経質研究会、1937年3月-1937年6月 エラー: 日付が正しく記入されていません。。 NCID BN03616735。全国書誌番号:46057894。
- 『赤面恐怖の療法』人文書院、1935年2月。 NCID BN03618253。全国書誌番号:47004810。
- 『健康と変質と精神異常』人文書院、1936年11月。 NCID BN03618639。全国書誌番号:46051801。
- 『神経衰弱と強迫観念の根治法』白揚社、1953年11月。 NCID BN07790348。全国書誌番号:54000939。
  - 『神経衰弱と強迫観念の根治法 ノイローゼ克服への必読の原典』（新版）白揚社〈森田療法シリーズ〉、1995年4月。ISBN 9784826971102。 NCID BN13790557。全国書誌番号:95050302。
  - 『神経衰弱と強迫観念の根治法 森田療法を理解する必読の原典』（新版）白揚社、2008年10月。ISBN 9784826971454。 NCID BA88135799。全国書誌番号:21500972。
- 『神経質の本態と療法 精神生活の開眼』河合博解説、白揚社、1960年1月。 NCID BN04577752。全国書誌番号:60003450。
  - 『神経質の本態と療法 森田療法を理解する必読の原典』（新版）白揚社、2004年12月。ISBN 9784826971362。 NCID BA7029603X。全国書誌番号:20714249。
- 『神経質の本態及び療法』神経医学神経学古典刊行会、1974年12月。 NCID BN04995027。全国書誌番号:69015503。
  - 『神経質の本態及び療法』創造出版〈精神医学古典叢書 8〉、2003年4月。ISBN 9784881582800。 NCID BA69424096。全国書誌番号:20636901。
- 『現代に生きる森田正馬のことば』 1（悩みには意味がある）、白揚社、1998年1月。ISBN 9784826971133。 NCID BA3594454X。全国書誌番号:98068091。
- 『現代に生きる森田正馬のことば』 2（新しい自分で生きる）、白揚社、1998年3月。ISBN 9784826971140。 NCID BA35240150。全国書誌番号:98068091。
- 『自信がつく！ 森田式「こころ」の強化法』大原健士郎監修、三笠書房〈知的生きかた文庫〉、2001年11月。ISBN 9784837972044。 NCID BA54611227。全国書誌番号:20208363。

### 共著
- 森田正馬、高良武久『対人恐怖の直し方』白揚社、1952年6月。 NCID BA65283709。全国書誌番号:52006071。
- 森田正馬、高良武久『赤面恐怖の治し方』白揚社、1953年11月。 NCID BN06939763。全国書誌番号:54000940。
  - 森田正馬、高良武久『対人恐怖の治し方』（新版）白揚社、2011年7月。ISBN 9784826971508。 NCID BB06492838。全国書誌番号:21958255 全国書誌番号:99019285。
- 森田正馬、水谷啓二『生の欲望』白揚社、1956年5月。 NCID BN08927685。全国書誌番号:56008000。
  - 森田正馬、水谷啓二『生の欲望』（新版）白揚社〈森田療法シリーズ〉、1999年12月。ISBN 9784826971218。 NCID BA46497669。全国書誌番号:20022590。
  - 森田正馬、水谷啓二『生の欲望』（新版）白揚社、2007年5月。ISBN 9784826971430。 NCID BA82552013。全国書誌番号:21245917。
- 森田正馬、水谷啓二『自覚と悟りへの道 ノイローゼに悩む人々のために』白揚社、1959年1月。 NCID BN07879408。全国書誌番号:59001318。
  - 森田正馬、水谷啓二『自覚と悟りへの道 ノイローゼに悩む人々のために』（新版）白揚社、2007年3月。ISBN 9784826971416。 NCID BA81613804。全国書誌番号:21210613。
- 森田正馬、水谷啓二『神経質問答 新しい生き甲斐の発見』白揚社、1960年11月。 NCID BN09313703。全国書誌番号:61000228。
- 森田正馬、水谷啓二『神経質問答 新しい生き甲斐の発見 自覚と悟りへの道 2』（新版）白揚社、2012年3月。ISBN 9784826971546。 NCID BB10117264。全国書誌番号:22071992。

### 全集
- 『森田正馬全集』 第1巻、白揚社、1974年4月。ISBN 9784826910255。 NCID BN02630901。全国書誌番号:69026119。
- 『森田正馬全集』 第2巻、白揚社、1974年5月。ISBN 9784826910262。 NCID BN02630901。全国書誌番号:69026118。
- 『森田正馬全集』 第3巻、白揚社、1974年9月。ISBN 9784826910279。 NCID BN02630901。全国書誌番号:69026117。
- 『森田正馬全集』 第4巻、白揚社、1974年11月。ISBN 9784826910286。 NCID BN02630901。全国書誌番号:69026116。
- 『森田正馬全集』 第5巻、白揚社、1975年2月。ISBN 9784826910293。 NCID BN02630901。全国書誌番号:69026115。
- 『森田正馬全集』 第6巻、白揚社、1975年5月。ISBN 9784826910309。 NCID BN02630901。全国書誌番号:69026114。
- 『森田正馬全集』 第7巻、白揚社、1975年7月。ISBN 9784826910316。 NCID BN02630901。全国書誌番号:69026113。

## 記念論文集
- 『東京慈恵会医科大学精神病学教室森田名誉教授追悼記念論文集』東京慈恵会医科大学精神病学教室、1938年12月。 NCID BA39040889。全国書誌番号:46073902。

## 伝記
- 『森田正馬評伝』 (野村章恒著 白揚社1974)
- 『森田正馬癒やしの人生』 (岸見勇美著 春萌社2002)
- 『森田正馬が語る森田療法』 (岩田真理著　白揚社2003)
- 『森田療法の誕生　森田正馬の生涯と業績』　(畑野文夫著　三恵社2016）